# スポーツ競技一覧

## 陸上競技
- 競走
  - 短距離走
  - 中距離走
  - 長距離走
  - ハードル競走
  - 障害物競走
  - 競歩
  - リレー走
  - 駅伝競走
  - スウェーデンリレー
  - マラソン
  - ウルトラマラソン
  - クロスカントリー競走
- 跳躍競技
  - 走高跳
  - 棒高跳
  - 走幅跳
  - 三段跳
- 投てき競技
  - 砲丸投
  - 円盤投
  - ハンマー投
  - やり投
- 混成競技
  - 十種競技（男子）
  - 七種競技（女子）

## 水泳
- 競泳
  - 自由形
  - 平泳ぎ
  - 背泳ぎ
  - バタフライ
  - 個人メドレー
  - フリーリレー
  - メドレーリレー
- オープンウォータースイミング
- アーティスティックスイミング
- 水球
- 飛込競技
- ハイダイビング
- 日本泳法

## 体操
- 体操競技
  - 個人種目別
  - 個人総合
  - 団体総合
- スポーツアクロ体操
- 新体操
- トランポリン
- パルクール
- ストリートダンス
  - ブレイクダンス
- エアロビクスダンス
  - エアロビック競技
- ラート
- バトントワリング

## 自転車競技
- ロードレース
- トラックレース
  - スプリント
  - チームスプリント
  - パーシュート
  - チームパーシュート
  - タイムトライアル
  - ケイリン
  - スクラッチ
  - テンポレース
  - エリミネイション
  - ポイントレース
  - オムニアム
  - マディソン
- 競輪
- マウンテンバイクレース
  - MTBクロスカントリー
  - MTBダウンヒル
  - MTBデュアル
  - MTBエンデュランス
  - MTBエンデューロ
  - MTBオリエンテーリング
- BMX
  - レース
  - フリースタイル
    - パーク
    - ストーリート
    - トレイル
    - ヴァート
    - ビッグエア
- シクロクロス
- バイクトライアル
- サイクルサッカー
- サイクルフィギュア

## 武道・格闘技
- 柔道
- 柔術
- ブラジリアン柔術
- レスリング
- 空手道
- 少林寺拳法
- 躰道
- ボクシング
- ムエタイ
- テコンドー
- 散打
- カポエイラ
- 総合格闘技
- 中国武術
- カラリパヤット
- 少林拳
- 太極拳
- 八卦掌
- 形意拳
- 武術太極拳
- 空道
- 近接格闘術
- クラッシュ
- サンボ
- クラヴ・マガ
- 合気道
- 護身術
- スポーツ拳法
- 逮捕術
- 相撲
- シュアイジャオ
- ブフ
- シルム
- 剣道
- 杖道
- 居合道
- 銃剣道
- 短剣道
- 薙刀
- フェンシング

## 射的スポーツ
- 弓道
- アーチェリー
  - ターゲットアーチェリー
  - フィールドアーチェリー
- 射撃
  - ライフル射撃
    - ライフル
    - ピストル

  - クレー射撃
    - トラップ
    - スキート

  - エアースポーツガン
- ダーツ
- スポーツ吹き矢

## 球技
- ラクロス
- ドッジボール
- ハンドボール
  - ハンドボール
  - ビーチハンドボール

【ネット越え】
- バレーボール
  - バレーボール
  - ビーチバレーボール
  - ソフトバレーボール
  - ビーチボール
- セパタクロー
- ファウストボール
- インディアカ

【バスケット】
- バスケットボール
  - バスケットボール
  - ストリートボール
  - ビーチバスケットボール
  - ウォーターバスケットボール
- ネットボール
- コーフボール
- ポートボール

【フットボール】
- サッカー
  - サッカー
  - フットサル
  - ビーチサッカー
- ラグビー
  - ラグビーユニオン(15人制)
  - ラグビーリーグ(13人制)
  - テンズ(10人制)
  - ラグビーリーグナインズ(9人制)
  - セブンズ(7人制)
  - ラグビーリーグセブンズ(7人制)
- アメリカンフットボール
- オージーフットボール
- カナディアンフットボール
- ゲーリックフットボール

【ホッケー】
- フィールドホッケー
- ハーリング
- フロアボール

【バットアンドボール】
- 野球
  - 硬式野球
  - 準硬式野球
  - 軟式野球
- キックベースボール
- ベースボール5
- クリケット
- ソフトボール
- ペサパッロ

【ラケットスポーツ】
- ピックルボール
- テニス
  - ローンテニス（硬式）
  - ソフトテニス（軟式）
  - ビーチテニス
  - パドルテニス
  - ジュ・ド・ポーム（リアルテニス）
- パンポン
- タムビーチ
- タンブレリ
- タンブレロ
- 卓球
- バドミントン
- スピードミントン
- スカッシュ
- ラケットボール
- ハイアライ
- フレスコボール

## スキー
- ノルディックスキー
  - クロスカントリースキー
  - スキージャンプ
  - スキー・オリエンテーリング
  - ノルディック複合
- アルペンスキー
  - 滑降
  - 回転
  - 大回転
  - スーパー大回転
  - 複合
  - スーパー複合
- フリースタイルスキー
  - モーグル
  - デュアルモーグル
  - エアリアル
  - ビッグエア
  - アクロ
  - スキークロス
  - ハーフパイプ
  - スロープスタイル
- テレマークスキー
- スピードスキー

## スノーボード
- アルペンスノーボード
  - スラローム
  - ジャイアントスラローム
  - スーパーG
  - ダウンヒル
- フリースタイルスノーボード
  - パイプ
    - ハーフパイプ
    - クォーターパイプ
    - ダブルパイプ

  - ジャンプ
    - ストレートジャンプ
    - ビックエア

  - ジブ(障害物)
    - レールジャム

  - スロープスタイル
- スノーボードクロス
- バックカントリースノーボード

## スケート
- フィギュアスケート
- スピードスケート
  - スピードスケート
  - ショートトラックスピードスケート
- アイスホッケー
- バンディ

## ソリ
- スケルトン
- リュージュ
- ボブスレー

## 陸上スポーツ
- トレイルランニング
- ロッククライミング（ボルダリング）
- フリークライミング
- スポーツクライミング
- 登山・ハイキング
- 沢登り
- ケイビング（洞窟探検）
- ワンダーフォーゲル
- オリエンテーリング
- ジオキャッシング
- アドベンチャーレース
- サバイバルゲーム
- ゴルフ
  - ゴルフ
  - ミニゴルフ
  - パターゴルフ
  - ゲートボール
  - クロッケー
- フライングディスク
  - アルティメット
  - ガッツ
  - ディスクゴルフ
  - KanJam
- スポーツカイト

## ウォータースポーツ
- ボート
  - ボート競技
  - オープンウォーターローイング
- カヌー
  - カヌーレーシング
    - カナディアンカヌー
    - カヤック

  - カヌースラローム
    - カナディアンカヌー
    - カヤック

  - カヌーワイルドウォーター
  - フリースタイルカヌー
  - カヌーポロ
- セーリング
  - インショア(内海)
    - ディンギー
      - センターボード(小型艇)
      - キールボード(中型艇)
      - マルチハル(複数の船体を持つ艇)

    - クルーザー(大型艇)

  - オフショア(外洋)
    - クルーザー(大型艇)
- ラフティング
- ドラゴンボート
- フィンスイミング
- ライフセービング
- スクーバダイビング
  - テクニカルダイビング
- フリーダイビング
- サーフィン
- ボディボード
- スキムボード
- カイトボード
- ウィンドサーフィン
  - アップウインドレース
    - レースボードクラス
    - フォーミュラウィンドサーフィンクラス

  - スラローム
  - フリースタイル
  - ウェイブパフォーマンス
  - スピードセイリング

- 水上スキー
- ウェイクボード

## スカイスポーツ
- バンジージャンプ
- ベースジャンピング
- スカイダイビング
- グライダー
- ハンググライダー
- パラグライダー
- 熱気球

## 雪上スポーツ
- スノーカイト
- スノースクート
- 雪合戦

## 陸上滑走スポーツ
- 一輪車
- スケートボード
- オールテラインボード
- ローラースケート
- ローラーダービー
- ローラーホッケー
- インラインスケート
- インラインホッケー

## ダンススポーツ
- サルサ
- サンバ
- ストリートダンス
- タンゴ
- チアリーディング
- チアダンス
- バトントワリング
- バレエ

## モータースポーツ
- 自動車競技
  - レース
    - サーキット
      - フォーミュラカー(グループD)
      - フリーフォーミュラ(グループE)
      - スポーツカーレース(グループC)
      - プロダクションスポーツカー(グループCN)
      - ツーリングカー(グループA)
      - グランドツーリングカー(グループB)
      - プロダクションカー(グループN)
      - シルエットタイプカー(グループSH)
      - レーシングトラック(グループF)
      - カートレース

    - 公道
    - ラリー
      - グループR

    - ラリーレイド
      - クロスカントリー車(グループT)

  - トライアル競技
    - ジムカーナ
    - ドラッグレース
    - ダートトライアル

  - ドリフト走行
- オートバイ競技
  - ロードレース
  - モトクロス
  - オートバイトライアル
  - オートレース
- モーターボート競技
  - パワーボート
  - 競艇
- パーソナルウォータークラフト
- 飛行機競技
  - エアレース
  - 曲技飛行

## マインドスポーツ
- 囲碁
- 将棋
- 軍人将棋
- シャンチー
- チェス
- チェッカー
- リバーシ
- スクラブル
- ディプロマシー
- 麻雀
- ブリッジ
- ポーカー
- ウノ
- ハイパーホッケー
- テーブル・フットボール
- エレクトロニック・スポーツ
- トランプ

## アニマルスポーツ
- 馬術
  - 障害飛越
  - 馬場馬術
  - 総合馬術
  - エンデュランス
  - レイニング
  - 馬車競技
  - 軽乗
  - パラ馬術
- 競馬
- ポロ
- ロデオ
- 犬ぞりレース

## 混合スポーツ
- 近代五種競技
- トライアスロン
- バイアスロン

## その他
未分類のスポーツ
- カバディ
- ビリヤード
- ボウリング
- カーリング
- ペタンク
- ボッチャ
- ローンボウルズ
- 水風戦
- 重量挙げ
- パワーリフティング
- ボディビル
- アームレスリング
- 綱引き
- 縄跳び
- 輪投げ
- 釣り